# Silas A. Holcomb
Silas Alexander Holcomb (* 25. August 1858 im Gibson County, Indiana; † 25. April 1920) war ein US-amerikanischer Jurist und Politiker und zwischen 1895 und 1899 der zehnte Gouverneur des Bundesstaates Nebraska.

## Frühe Jahre
Silas Holcomb besuchte die örtlichen Schulen seiner Heimat in Indiana. Im Jahr 1879 zog er in das Hamilton County in Nebraska. Dort arbeitete er als Farmer und Lehrer. Nach einem Jurastudium wurde er 1882 als Rechtsanwalt zugelassen, worauf er in Broken Bow eine Praxis eröffnete. Im Jahr 1891 wurde Holcomb Richter im zwölften Gerichtsbezirk von Nebraska. Zu diesem Zeitpunkt war er Mitglied der Populist Party, die in den 1880er und 90er Jahren in einigen Teilen der USA große Bedeutung erlangte und deren prominentestes Mitglied wohl William Jennings Bryan war. Die Partei verschmolz später mit den Demokraten. In den Jahren 1894 und 1896 wurde Holcomb jeweils als Fusionskandidat der beiden Parteien für die Gouverneurswahlen nominiert und beide Male auch von den Bürgern Nebraskas gewählt.

## Politik
Holcombs insgesamt vierjährige Amtszeit begann am 3. Januar 1895 und endete am 5. Januar 1899. Damit fiel der Spanisch-Amerikanische Krieg in seine Regierungszeit. Die Auswirkungen des Konflikts auf Nebraska waren aber wegen der Kürze des Krieges eher gering. Holcomb reformierte die Staatsverwaltung und die Verwaltung der Haushaltsgelder. Er musste sich mit der Korruption vor allem in seinem Finanzministerium auseinandersetzen und förderte die Schulpolitik. Nach dem Ende seiner Amtszeit blieb Holcomb politisch und juristisch aktiv. Zwischen 1900 und 1906 war er Richter am Nebraska Supreme Court. Zwischen 1913 und 1919 fungierte er als Vorsitzender eines Regierungsausschusses (Board of Commissioners of State Institutions). Holcomb starb im April 1920. Er war mit Alice Brinson verheiratet, mit der er drei Kinder hatte.